# ماجستيك برنسيس
ماجستيك برنسيس (بالإنجليزية: Majestic Princess)‏ هي سفينة سياحية من فئة رويال تملكها مجموعة كارنيفال كوربرايشن بإدارة وتشغيل برنسيس للرحلات البحرية وتبلغ سعتها 3560 راكبًا. هي ثالث سفن فئة رويال في أسطول برنسيس للرحلات البحرية، وبدأت عملياتها في 2017.

## نبذة تاريخية
في 30 يوليو 2014 طلبت شركة برنسيس للرحلات البحرية من فينكانتييري بناء سفينة بتكلفة 600 مليون يورو. لتحمل نفس ميزات وتصاميم السفينتين الشقيقتين رويال برينسيس وريغال برينسس. أعلنت شركة برنسيس للرحلات البحرية في مايو 2015 أن سفينتها الثالثة سيتم تشغيلها على مدار العام في الصين وسيتم تعديلها وفقًا لذلك. وأعلن في 9 أكتوبر 2015 عن تسمية السفينة بماجستيك برنسيس وتحمل أيضًا الاسم الصيني شينغشي تشونجو هاو (بالصينية: 盛世 公主号) وهو تعبير اختاره موظفو شركة كارنيفال الصين يعني «العالم» أو «الروح» العظيمة. في 10 يوليو 2015 تم إنزال عارضة السفينة في حوض فينكانتييري لبناء السفن في مونفلكوني. وتعويمها في 8 فبراير 2016. وأكملت بنجاح تجاربها البحرية في يناير 2017.
صممت سفينة ماجستيك برنسيس لخدمة السوق الصيني، وجهزت مرافقها ووسائل الراحة بها لتلبية أذواق والاحتياجات الصينية. ومنها وضعت اللافتات والإعلانات والعروض باللغة الصينية. وتشمل هذه المرافق مطعمًا كانتونيًا متخصصًا في المأكولات الكانتونية، ومقهىً للشاي، وكازينو لكبار الشخصيات، وغرف كاراوكي خاصة.
يبلغ حجم حمولة السفينة 144216 طن، بطول 330,0 مترًا (1,082,7 قدمًا)، والغاطس 8,55 مترًا (27,9 قدمًا)، يتم تشغيلها بواسطة نظام المولد الكهربائي بالديزل، بأربعة محركات فارتسيلا، ينتج عنها إجمالي إنتاج يبلغ 62.4 ميجاواط (83,700 حصان). الدفع الرئيسي يتم من خلال مروحتين، كل منهما يقودها محرك كهربائي بقوة 18 ميجاواط (24000 حصان). يعطي النظام للسفينة سرعة خدمة قدرها 21.9 عقدة (40.6 كم/س) وبسرعة قصوى تبلغ 23 عقدة (43 كم/س). وتضم السفينة 1780 كابينة مخصصة للركاب 81٪ منها مزودة بشرفة. بالإضافة إلى 757 كابينة لأفراد الطاقم.

## وصلات خارجية
- الموقع الرسمي

لم يتم العثور على روابط لمواقع التواصل الاجتماعي.